# Cantharoctonus rottensis
Cantharoctonus rottensis är en stekelart som först beskrevs av Meunier 1915.  Cantharoctonus rottensis ingår i släktet Cantharoctonus och familjen bracksteklar. Inga underarter finns listade.